# Попов Олександр Степанович
Професор Олекса́ндр Степа́нович Попо́в (рос. дореф. Александръ Степановичъ Поповъ; нар. 4 (16) березня 1859, Тур'їнські рудники, Верхотурський повіт, Пермська губернія, Російська імперія — пом. 31 грудня 1905 (13 січня 1906), Санкт-Петербург, Російська імперія) — винахідник і фізик в області електротехніки Російської імперії, педагог, популяризатор науки. Вважається одним з винахідників радіоприймального пристрою (радіотелеграфу). Багато років займався педагогічною діяльністю. Зокрема, був професором Мінного офіцерського класу, професором кафедри фізики Санкт-Петербурзького електротехнічного інституту Олександра III, а також директором останнього.
Кавалер низки орденів і низки нагород Російської імперії. Зокрема, ордену Святого Олександра Невського, ордену Святої Анни, ордену Святого Станіслава 2-го ступеня. Почесний інженер-електрик Санкт-Петербурзького електротехнічного інституту, лауреат премій та почесний член Російського фізико-хімічного товариства й Імператорського російського технічного товариства. Окрім того лауреат золотої медалі та диплома Всесвітньої виставки 1900 року у Парижі.

## Біографія

### Перші роки

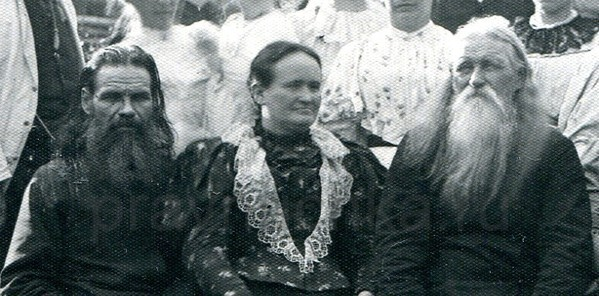
Батько Олександра (праворуч) та сестра Катерина з чоловіком

Олександр Степанович Попов народився 4 (16) березня 1859 року в російському селищі Тур'їнські рудники (нині — Краснотур'їнськ) Верхотурського повіту Пермської губернії Російської імперії (за іншими даними — на Богословському заводі того ж повіту) у родині священника. Олександр був третьою дитиною з шести у сім'ї Степана Попова. З дитинства Олександр цікавився технікою — будував саморобні насоси, водяні млини та інші механізми.
Зважаючи на те, що Олександр народився у сім'ї св'ященника, батько віддав сина у Пермську духовну семінарію, де він безкоштовно отримав першу освіту. У 1877 році Олександр завершив Пермську духовну семінарію, після чого вступив на математичний відділ фізико-математичного факультету Імператорського Санкт-Петербурзького університету. Вільний від навчання час студент проводив у лабораторії, досліджуючи електричний струм. 1881 року у Санкт-Петербурзі відкрилася Електрична виставка, куди Попов влаштувався працювати. Завершивши університет зі ступенем кандидату університету, Олександр Степанович залишився для підготовки до професорського звання на кафедрі фізики.

## Навчальна робота

### Мінний офіцерський клас

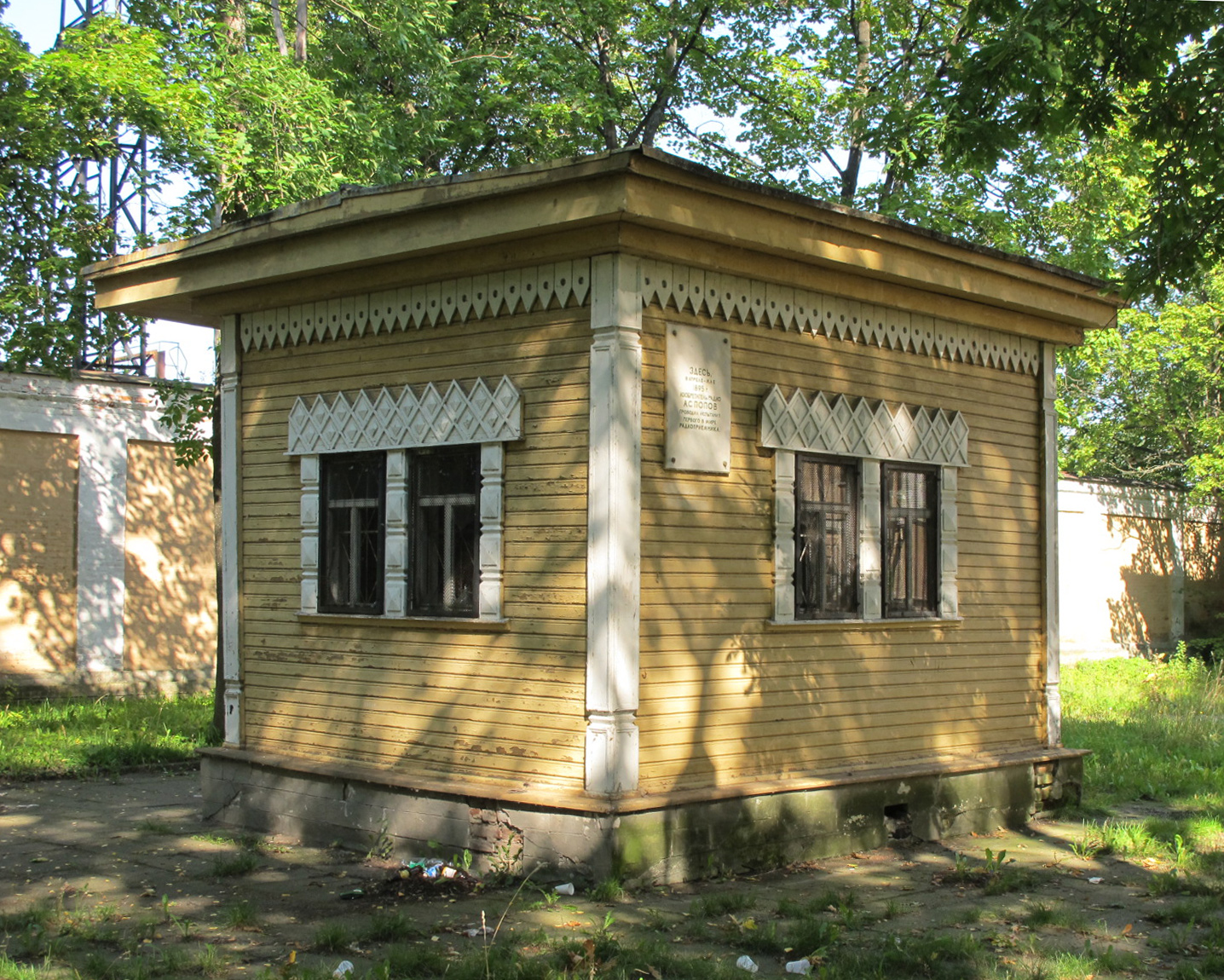
Лабораторія у Кронштадті, де працював Попов

1883 року у Мінному офіцерському класі в Кронштадті (нині — Електромінна школа імені О. С. Попова) відкрилася вакансія асистента по одному з розділів фізики. На той час цей клас був чи не єдиним вишем в імперії, де багато уваги приділялося дослідженню електричного струму, особливо у мореплавстві. Через можливість працювати в області електротехніки та гарні умови роботи Попов погодився працювати асистентом. Згодом він почав читати лекції з фізики й електротехніки, а потім був призначений професором.
Наприкінці 1880-х років Попов перейшов читав курс лекцій з вищої математики та прикладної фізики у Технічному училищі Морського відомства та Мінного офіцерського класу. Під час викладання у Мінному класі Олександр Степанович займався й науковою роботою. Окрім того був членом товариства «Електротехнік».
У 1893 році Олександр Степанович був у відрядженні в Чикаго, де на виставці познайомився з найновішими дослідженнями в області електротехніки. Зокрема, з дослідами Ніколи Тесла по передаванню електромагнітних хвиль за допомогою його високочастотного «трансформатора Тесли». На той час Олександр Попов вже отримав звання колезького асесора та мав відмінну репутацію, як викладач Мінного офіцерського класу з фізики та хімії, де пропрацював близько 11-ти років.

### Електротехнічний інститут
Наступного, 1900 року, Санкт-Петербурзький електротехнічний інститут Олександра III присудив Олександру попову звання «почесного інженера-електрика». Його було призначено титулярним радником, а згодом — надвірним радником.
На початку 1901 учбового року його було призначено професором на кафедру фізики електротехнічного інституту. Завдяки зусиллям О. Попова вперше в Росії склалась нова система освіти «в області радіо». Наступні роки свого життя Олександр Попов майже увесь час присвятив себе педагогічній діяльності. У 1905 році О. Попова було майже одноголосно обрано директором інституту, на зміну колишнього його керівника, професора Миколи Качалова. Наступний рік, пов'язаний з виконанням обов'язків директора інституту погано відзначився на здоров'ї Попова. Так, після чергової зустрічі у Міністерстві внутрішніх справ, якому підпорядковувася інститут, Олександр Степанович, повернувшись додому, відчув поганий стан здоров'я. Лікарі констатували смерть через крововилив у мозок.

## Наукова діяльність

### Початок радіо в Росії

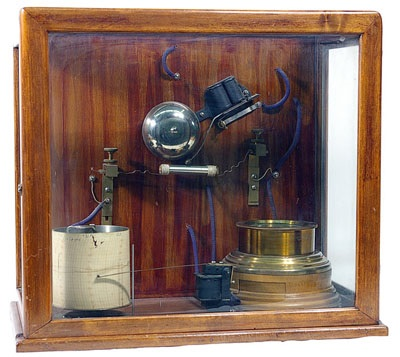
Грозовідмітник Олександра Попова

У XVIII — ХІХ ст. багато фізиків того часу проводили дослідження радіо. Одним із дослідників був Генріх Герц, який у 1880-х роках експериментально довів існування електромагнітних хвиль (ЕМХ) і дослідив їх основні характеристики. Багато вчених повторювали досліди Герца, в тому числі й російські: Н. Єгоров, І. Боргман та інші. Після смерті Г. Герца, демонстрації Олівером Лоджом в 1894 році першого в світі радіотелеграфу та відвідування лекцій Єгорова з дослідами Герца, О. Попов також зайнявся їх повторенням. З 1894 року, окрім викладання у Мінному класі, Олександр Степанович розпочав досліди Герца в лабораторії.
25 квітня (7 травня) 1895 року О. Попов на засіданні Російського фізико — хімічного товариства прочитав доповідь «Про відношення металевих порошків до електричних коливань» та продемонстрував прилад, призначений, згідно з протоколом товариства, «…для показу швидких коливань в атмосферній електриці». Автором були проведені експерименти в його лабораторії з приймання ЕМХ. Для цього використовувалась антена, з'єднана з його приладом, що підіймалась повітряними кульками для реєстрації ЕМХ природного походження — блискавок. Або антену розташовували біля дротів телеграфної лінії для реєстрації ЕМХ штучного походження, бо дроти випромінювали затухаючі ЕМХ, як результат дії на них імпульсних сигналів телеграфних апаратів. Цей прилад, названий автором «грозовідмітник», був першим радіоприймачем (приймачем ЕМХ) в Росії. Доповідач закінчив словами: «На завершення можу висловити надію, що мій прилад при подальшому удосконаленні його може бути застосований до передавання сигналів на відстань за допомогою швидких електричних коливань, як тільки буде знайдено джерело таких коливань, що володіє достатньою енергією».
Літом 1895 року свій грозовідмітник Попов обладнав самописцем для реєстрації блискавок на папері та передав для експериментів до метеорологічної обсерваторії Петербургського лісного інституту, де він отримав назву «розрядовідмітник». Прилад використовувався для дослідження атмосферних джерел ЕМХ (блискавок), при цьому забезпечувалась можливість реєструвати блискавки на відстані до 30 кілометрів. В січні 1896 року Попов публікує в статті про свій прилад, що при використанні передавача Герца, реєстрація ЕМХ здійснювалась на відстані біля 60 метрів.
Щороку, влітку під час відпустки для додаткового заробітку, він виїжджав до Нижнього Новгороду, де наглядав за електричною станцією та електричним обладнанням на місцевому ярмарку. Літом 1896 року розрядовідмітник Попова практично використовувався на електричній станції ярмарки для її вимкнення при блискавках). Автор був відзначений дипломом Всеросійської промислової та художньої виставки: «За винахід нового та оригінального інструменту для дослідження гроз».
19 (31) жовтня 1897 року О. Попов в Петербургському електротехнічному інституті продемонстрував свої прилади та прочитав доповідь «Телеграфування без дротів», яку закінчив словами: «…Тут зібраний прилад для телеграфування. Зв'язної телеграми ми не змогли послати, тому що всі деталі приладів потрібно ще розробити». 18 (30) грудня 1897 О. Попов та його асистент Петро Рибкін здійснили перший в Російській імперії радіотелеграфний зв'язок, передавши азбукою Морзе слово «Герц» на відстань 250 м. Публічної демонстрації не було, про цю новину взнали з газети «Кронштадский вестник».

### Радіозв'язок на флоті
На початку 1897 року морське відомство дало дозвіл та виділило 300 рублів, а пізніше додатково ще 600 рублів, для проведення експериментів з радіо на флоті. Навесні 1897 року під час дослідів у Кронштадтській гавані була досягнута дальність прийомопередавання ЕМХ у 600 метрів, а влітку того ж року під час випробувань між кораблем і берегом — 3 км, між кораблями — 5 км. Далі із звіту О. Попова: «… протягом зими 1897 року розроблялись переважно деталі власне телеграфних приладів. Користуючись старими телеграфними апаратами Мінного офіцерського класу, вдалось скомбінувати дві телеграфні станції, котрі могли працювати за допомогою електричних коливань».
17 квітня 1898 року Морський комітет з мінної справи ухвалив рішення: «Продовжувати подальші досліди сигналізації без дротів, наближаючись до умов практичного застосування цього способу…». Проведені випробовування, розроблених О. Поповим телеграфних станцій, показали що передавання телеграм між берегом і кораблем та між кораблями досягало відстані 5 кілометрів. З 21 серпня до 3 вересня 1898 року крейсер «Африка» та транспорт «Європа» здійснили впевнений радіообмін 136 службовими телеграмами. Останній дослід також доказав переваги радіозв'язку при передачі даних у поганих погодних умовах, зокрема при тумані, коли світлову сигналізацію використовувати було неможливо. Після закінчення випробовувань О. Попов писав у звіті: «В даний час питання про телеграфування між суднами ескадри можна вважати вирішеним …».
1899 року Олександр Попов збільшив дальність передачі за допомогою розробки приймального пристрою з телефоном, який був подібним до сучасних детекторних приймачів. У 1901 році Попов зміг телеграфувати на відстань до 70 миль (112 кілометрів), під час проходження ескадри з Севастополя до Новоросійська.
1899 року також було здійснено бездротовий зв'язок між островом Гогланд і містом Котка, що було зумовлено аварією панцерника «Генерал-адмірал Апраксін». За допомогою встановленого зв'язку передали по радіо криголаму «Єрмак» наказ, про врятування 50 рибалок яких на крижині віднесло в море. Команда корабля врятувала 3 рибалок з крижин та забрали з маяка 24 рибалки, яких врятував наглядач маяка. Влітку того ж року Попов разом зі своїм асистентом Петром Рибкіним, одним з перших радистів, лейтенантом Євгеном Колбасьєвим, солдатами Назаренком та Єрмоленком поїхали до Севастополя для випробувань радіозв'язку на Чорноморському флоті. Вони встановили радіостанції на трьох кораблях флоту. На триденних маневрах ці кораблі підтримували між собою радіозв'язок на відстані понад 17 кілометрів, який стабільно працював як на стоянці у базі, так і в поході. На початку 1900 року, відповідно до царського указу, за досягнення у впровадженні бездротової телеграфії на флоті, О. С. Попов був нагороджений грошовою премією у розмірі 33 000 рублів, що на сьогодні складає біля мільйона американських доларів.
Попов лобіював впровадження радіозв'язку у військово-морський флот, що майже одразу почало давати результати. У березні 1900 року радіо було затверджено як штатний засіб зв'язку військово-морських флотів Російської імперії. З літа 1901 року Попов особисто брав участь у встановленні на кораблях Чорноморського флоту радіостанцій, що діяли на відстані до 150 кілометрів. На берегових радіостанціях навчали радистів для флоту. Для цього була створена спеціальна школа, інструкторів для якої особисто підготував Олександр Степанович.

### Дискусії щодо «відкриття, винаходу» радіо
Значні досягнення у радіо зробили фізики — Генріх Герц, Олівер Джозеф Лодж, Нікола Тесла, Гульєльмо Марконі, Олександр Попов, Микола Пильчиков та інші. У 1890 році білоруський вчений Якуб Наркевич-Йодко вперше в Російській імперії, бо Білорусь на той час входила до складу Російської імперії, здійснював реєстрацію блискавок на відстані до 100 км. Основними елементами його приймача електромагнітних хвиль (радіоприймача) були висока антена, заземлення. телефонна трубка. У 1891—1892 роках Я. Наркевич — Йодко в Відні демонстрував прийомопередачу ЕМХ. Для передавання ЕМХ використовувалась котушка Румкорфа, що була з'єднана з антеною та заземленням. Приймач складався з антени, заземлення, телефонної трубки.
Першим в Росії питання практичного застосування радіо вирішив Олександр Степанович Попов. Через кілька років після смерті вченого за ініціативою Російського фізико-хімічного товариства було піднято питання про його внесок у винахід бездротового телеграфу. Комісія товариства під керівництвом професора Ореста Хвольсона постановила, що « О. С. Попов по справедливості повинний бути визнаний винахідником телеграфу без дротів за допомогою електричних хвиль». Як відомо, предмет (факт) винаходу або відкриття може встановити лише патентна організація і що це є тільки її прерогативою, до речі, після досить детальної та тривалої експертизи.
Багато років у науково — політичних колах Росії та СРСР відбуваються дискусії з приводу першого «винахідника» радіо. Зазвичай, називається два імені — італійський винахідник і нобелівський лауреат Гульєльмо Марконі та російський професор Олександр Попов. На відміну від Марконі, О. Попов не подавав документів на патент. Невідомо чому, або не було предмету винаходу, бо О. Попов використовував схему приймача О. Лоджа практично без змін, або не вважав за потрібне це робити бо О. Попов планував використати «грозовідмітник» для проведення навчань у мінному класі, тощо. Якби О. Попов подав документи на патентування свого пристрою то не відомо чим би все закінчилось. Однак, як стверджують прихильники «винаходу», «відкриття» радіо Поповим, про час «винаходу» засвідчує опубліковане через п'ять днів у газеті «Кронштадтский вестник», редактором якої був друг по службі О. Попова, повідомлення про виступ вченого на пам'ятному засіданні Російського фізико-хімічного товариства, і детальний опис схеми приладу, вміщений у січневому номері за 1896 рік наукового Журнала Русского физико-химического общества.
Гульєльмо Марконі у свою чергу 2 червня 1896 року подав заявку на свій винахід до Лондонського патентного бюро. 4 червня 1897 року він отримав патент № 12039 на «Удосконалення передачі електричних імпульсів і сигналів в апаратурі щодо цього» та представив свій винахід у лондонському Королівському інституті. Чисто формально, відповідно до наведених фактів, винахідником у даному випадку беззаперечно є Г. Марконі тому що він отримав патент. Все це штучне протистояння «Попов проти Марконі» було, в основному, з метою відокремлення Росії від дії патентів Марконі, за які потрібно було би сплачувати значні кошти при використанні радіозасобів. Ну а комуністичний режим використовував це для пропаганди першості «винаходу, відкриття» радіо — щоб бути «…впереди планеты всей (рос.)». До речі подібне «патентне» протистояння було між Г. Марконі та Н.Тесла в Америці, та А. Слабі в Німеччині.
Існують дискусії щодо характеристики винаходу Олександра Попова. Так у деяких джерелах зазначається, що він винайшов радіоприймальний пристрій або радіосигналізацію, у деяких — радіотелеграф. Незаперечним фактом є наступне:
- Вперше в Росії О. Попов виготовив та продемонстрував грозовідмітник (радіоприймач)[8][10][11], тому що вперше в Російській імперії, на 5 років раніше, виготовив та продемонстрував грозовідмітник (радіоприймач) білоруський вчений Якуб Наркевич-Йодко[ru][14].
- Вперше в Російській імперії О. Попов здійснив радіотелеграфний зв'язок[8][11][12][17].

Дискусії з питань виникнення радіо безпідставно влаштовують ті автори яким це вигідно (на що є багато причин). За загальними правилами дискусій, їх проводять з метою знаходження істини при використанні суб'єктивних фактів. При цьому мають на увазі що об'єктивні факти, з тих чи інших причин, не існують в природі. Але в цьому випадку існують об'єктивні хронологічні факти, які достатньо просто порівняти, щоб одразу отримати однозначну відповідь на запитання «хто є хто». Це не є предмет дискусій, а елементарний порівняльний аналіз, що успішно виконує будь-який студент технічних вишів. При наявності об'єктивних фактів влаштовують суб'єктивну дискусію лише з певною метою: здійснити заміну об'єктивних фактів суб'єктивною колективною «істиною», що відкриває широкі можливості для історичних фальсифікацій.

### Енергетика
Великий інтерес Олександра Попова у своїй науковій діяльності був направлений на область енергетики. Він дуже уважно слідкував за усіма винаходами у цій галузі. Так, зокрема, під час сонячного затемнення 1887 року він разом з друзями з університету проводив дослідження Сонця. Під час цього дослідження Поповим була організована наукова експедиція у Красноярськ. Після відкриття Вільгельмом Конрадом Рентгеном Х-променів Олександр Попов власноруч розробив рентгенівську трубку, за допомогою якої проводив ряд експериментів. Зокрема, саме Попов, за допомогою цієї трубки отримав перші в Російської імперії рентгенограми, які почали з його ініціативи використовувати у Кронштадтському шпиталі. Окрім того, Олександр Попов, як член товариства «Електротехнік» займався будівництвом кількох електричних станцій у Москві, Рязані та інших містах.

### Наукові публікації
Олександр Попов окрім прикладної фізики також цікавився й теоретичними дослідженнями. Його наукові роботи пов'язані як з суто технічними аспектами фізики, так і з теоріями, які не мали на той час практичного застосування. Вчений опублікував багато праць, у тому числі:
- «Условия нивыгоднейшего действия динамо-электрической машины»;
- «Случай превращения тепломой энергии в механическую» (1894, Санкт-Петербург);
- «Прибор для обнаружения и регистрации электрических колебаний» (изложение содержания доклада А. С. Попова на заседании физического отделения Русского физико-химического общества 25 апреля 1895 г. на тему «Об отношении металлических порошков к электрическим колебаниям») (1896, Журнал Русского физико-химического общества, Санкт-Петербург).[2]

## Нагороди та почесні звання
- Кавалер ордену Святої Анни;
- Кавалер срібного ордену Святого Олександра Невського;
- Кавалер ордену Святого Станіслава 2-го ступеня (1894);[2]
- Лауреат золотої медалі та диплома Всесвітньої виставки у Парижі (1900);[1]
- Лауреат премії Імператорського російського технічного товариства (1898);[5]
- Лауреат премії Російського фізико-хімічного товариства;[2]
- Почесний інженер-електрик Санкт-Петербурзького електротехнічного інституту Олександра III[ru] (1900)
- Почесний член Імператорського російського технічного товариства (1901);[5]
- Почесний член Російського фізико-хімічного товариства (1901).[3]
- Товариш голови VI-го відділу Імператорського російського технічного товариства (1893).[5]

## Вшанування пам'яті
Згідно радянської енциклопедичної літератури після смерті вченого його внесок у розвиток науки загалом і бездротового зв'язку зокрема швидко був забутий. Підприємства, з якими співпрацював професор, замінили радіостанції, розроблені Поповим, на інші.
Ім'я Попова носить Електромінна школа у російському місті Кронштадті.